# Хажакян, Гаруш Хачатурович
Гаруш (Карп (Карапет)) Хачатурович Хажакян (арм. Գարուշ (Կարապետ) Խաչատուրի Խաժակյան, 10 (23) октября 1913 года, Александрополь, Российская империя (ныне Гюмри, Армения)  — 8 мая 1980, Ереван) —  советский армянский актёр театра и кино. Народный артист Армянской ССР (1961).

## Биография
Гаруш Хажакян родился 10 (23) октября 1913 года в Александрополе (ныне Гюмри).
В 1931 году окончил студию при Ленинаканском государственном драматическом театре им. Асканаза Мравяна (ныне Гюмрийский государственный драматический театр им. Вардана Аджемяна).
В 1931-36 гг. Гаруш Хажакян работал в Ереванском рабочем театре, с 1936 года - актер  Армянского Государственного академического театра драмы им. Сундукяна в Ереване. Член КПСС с 1952 года.
Создавал образы, отмеченные чёткостью сценической формы.  Большое внимание уделял речевой характеристике персонажа.
Скончался 8 мая 1980 года в Ереване.

## Роли в театре
- «Хатабала» Габриела Сундукяна — Масисян
- «Утёс» Ваграма Папазяна — Александр
- «Страна родная» Дереника Демирчяна — Гагик
- «Измена» Александра Сумбатова-Южина — Эрекле
- «Коварство и любовь» Фридрих Шиллера — Фердинанд
- «Король Лир» Уильяма Шекспира — Эдгар
- «Без вины виноватые» А. Н. Островского — Незнамов
- «Бесприданница» А. Н. Островского — Карандышев
- «Маскарад» М. Ю. Лермонтова — князь Звездич
- «Молодая гвардия» Александра Фадеева — Олег Кошевой
- «Деревья умирают стоя» Алехандро Касоны — директор
- «Эти звёзды наши» Григора Тер-Григоряна и Левона Карагезяна — Рубен

За исполнение роли Рубена в спектакле «Эти звёзды наши» Гаруш Хажакян был награжден Сталинской премией второй степени в 1950 году.

## Фильмография
- 1956 — Пленники Барсова ущелья — охотник Арам
- 1957 — Сердце матери — директор школы
- 1960 — Парни музкоманды — Тигран, большевистский руководитель
- 1973 — Последний подвиг Камо — профессор Ашот Адалян, эмигрант-заговорщик
- 1975 — Вода наша насущная — Акопов

## Награды и премии
- Народный артист Армянской ССР (1961 г.).
- Орден «Знак Почета» (27.06.1956 г.).
- Медаль «За доблестный труд в Великой Отечественной войне 1941—1945 гг.» (1945 г.).
- Сталинская премия второй степени (1950 год) — за исполнение роли Рубена в спектакле «Эти звёзды наши» Григора Тер-Григоряна и Левон Карагезяна на сцене АрмАДТ имени Г. М. Сундукяна.